# Günter Buhles
Günter Buhles (* 23. Dezember 1943 in Homburg) ist ein deutscher Komponist und Musikjournalist in den Bereichen Neuer Musik und Jazz. Er schuf Werke für sinfonische Orchester ebenso wie für Kammerensembles, auch Vokalmusik für den Konzertsaal und die Bühne. Seine Jazzkompositionen sind im Grenzbereich zur Neuen Musik angesiedelt.

## Biographie
Buhles kommt aus einer Familie, in der laienmäßig musiziert wurde. Er hatte von Jugend an Unterricht an den Instrumenten Violine, Trompete, Saxophon sowie Flöte. Als Pianist ist er Autodidakt. Er spielte früh in verschiedenartigen Besetzungen klassischer Musik von Barock bis zur Avantgarde und gründete eigene Ensembles, vor allem des Modern Jazz. Erste eigene Kompositionen entstanden um 1965. An den Universitäten von Saarbrücken und Karlsruhe studierte Buhles (neben Psychologie, Soziologie und Germanistik) Musikwissenschaft. Er absolvierte 1972 bis 1975 in Karlsruhe bei Peter-Michael Fischer einen Studiengang in Elektronischer Musik und nahm in dieser Zeit auch an Workshops zu Improvisation und Komposition teil. Seither widmet Buhles sich intensiv der kompositorischen Arbeit und hat – vor allem seit den 1980er Jahren – viele Aufführungen mit international besetzten Ensembles zu verzeichnen. Daneben wirkt er selbst als Saxophonist und Flötist. Seine Musik versteht er nicht als Avantgarde, sondern vielmehr als „Transavantgarde, sie ist sozial und international verwurzelt. Sie ist aber nicht affirmativ, sondern eine Gegenwelt.“
Seit 1967 schreibt Buhles für Zeitungen – über 20 Jahre als Redakteur – und internationale Zeitschriften, heute noch freischaffend. Er arbeitet mit an Buchpublikationen und Dokumentationen. Beiträge u. a. für Das Orchester, Deutscher Musikrat, Opernglas, Jazz Podium, Jahrbuch Jazzforschung (Graz), Wiener Musik Galerie, „JAZZ“ (Basel).

## Werke
Wichtige der bereits aufgeführten Kompositionen von Günter Buhles sind: Konzert für Orchester (1973/1995), erschienen 1999 auf einer CD des Philharmonischen  Orchesters der Stadt Ulm, Sound Circle Music – LC 3798 – SCM 66211; Konzert für Schlagwerk und Orchester Europäische Zustände (1992); Konzert für Altsaxophon, Klavier und Orchester Prisma (1974/99); Raummusik für großes Orchester, Streichquartett, Oboe und Orgel Tempus in spatio sonat (1994); Kammersinfonie Little Symphony of New York City (1996); Münsterkantate für gemischten Chor, Soli, Altsaxophon, Orgel und Streichorchester Blick nach innen (1998/99); Die Judenbuche, Oper nach Droste-Hülshoff (2001/02); Bläserquintett Nr. 1 (1972); Streichquartett Nr. 1 (1986); Quintett für Klarinette und Streichquartett Nr. 1 „Weiße Rose“ (1994); Trio für Klarinette, Violoncello und Klavier Las Vegas Elegy & Tango (1997); "Prisma" (2000) Konzert für Altsaxophon, Klavier und Orchester, Four Songs of American Classics, Klavierlieder nach Poe und Whitman (2003); Sonate für Bassklarinette und Klavier Stage Work – Hommage to Thelonious Monk (2004); Quintett für Klarinette und Streichquartett Nr. 2 „Rondeau prismatique“ (2008); Essay für Orchester (2005/06); In der Kritik der UA von Fünf Miniaturen für Orchester (2011/12) schrieb die Südwest Presse Ulm am 6. Mai 2013 unter der Überschrift „Spannender sinfonischer Klangmix“: „Man kann sich gut vorstellen, dass die trotz freier Tonalität eingängige Komposition einen festen Platz in der zeitgenössischen Orchestermusik erhalten wird.“
Das Sirius Quartet aus New York City spielte 2014 in den Räumen der Hochschule für Gestaltung Ulm das Streichquartett Nr. 5 Beaulieu als Uraufführung vor großem Publikum. Die Südwest Presse berichtete am 27. Oktober 2014: „Das Quartett von Günter Buhles begann fast klassisch mit einer kinderliedhaften Melodie. Doch alsbald brach die 2. Violine mit jazzigen Klängen aus dem gestrengen Schema aus und öffnete das verspielt swingende Tor weit. In derart klug gesetzten Wechseln spielte sich das ganze Werk ab, überraschte im zweiten Satz mit einem wunderbaren Viola-Solo, welches Ron Lawrence stupend gelang, und endete schließlich im vierten Satz nach kleinem Kampf zwischen Minimalmusic und Kantilene im langsam ausklingenden Morendo.“ Das Sirius Quartet mit Gregor Hübner interpretierte im Herbst 2017 mit Vier Quartettsätze ein weiteres Werk von Buhles in Ulm und Langenau.
Der Saxophonsolist Dieter Kraus hat im Februar 2017 bei einem Dozentenkonzert in der Musikschule Ulm das Werk Auf dem Podium von 2014 in der Version als Saxophonsonate mit der Pianistin Susanne Lohwasser uraufgeführt. (Von dieser viersätzigen Sonate existiert auch eine Version als Konzert für Bläser in B (alternativ Es) und Kammerorchester.) Dieses Werk ist das Nachfolgestück des im Jahr 2000 von Lee Konitz in Frankfurt/Oder und Potsdam sowie 2006 von Klaus Graf in Ulm aufgeführten Saxophonkonzerts Prisma. Im Jahr 2017 erschien Auf dem Podium mit Dieter Kraus  auf Tonträger.
Seit 2011 wurden Werke von Günter Buhles von der Edition Rhapsodie verlegt.

## Zusammenarbeit
Im Bereich der orchestralen Musik arbeitete Buhles unter anderem mit dem Brandenburgischen Staatsorchester Frankfurt (Oder), dem Philharmonischen Orchester der Stadt Ulm, der Südwestdeutschen Sinfonietta Stuttgart, dem Ulmer Universitätsorchester, dem Collegium Musicum Ulm (Münsterkantorei), dem Sinfonieorchester des Orchestervereins Ulm/Neu-Ulm, dabei den Dirigenten James Allen Gähres, Christoph Campestrini, Stefan Ottersbach, Hans Norbert Bihlmaier, Thomas Mandl, Burkhard Wolf, Michael Eberhardt, Friedrich Fröschle, Maddalena Ernst. Bei der Kammermusik waren das englische Lindsay String Quartet, das Amati-Quartett, das Saxophonquartett Saxofourte, das Trio Chalumeau, das Passereaux Quintett, das Heidenheimer Ensemble Audite Nova und das Sirius Quartet aus New York einige der Interpreten neben Solisten wie Michel Lethiec (Klarinette), Burkhard Harstorff (Bassklarinette), Marcus McLaren (Klavier), Dieter Kraus (Saxophon), Evelyne Zoller (Harfe), Andreas Weil (Orgel) und Vokalsolisten wie Ks. Martha Dewal, Ks. Hans-Günther Dotzauer, Thomas W. Kuckler, Sönke Mohrbach, Girard Rhoden, Katharina Mazzalla. Die Kammeroper Die Judenbuche (nach Droste-Hülshoff) von Buhles wurde 2003 am Ulmer Theater produziert.
Als Jazzmusiker hat Buhles u. a. mit Allen Blairman, Karl Berger, Bernd Köppen, Boy Raaymakers, Lee Konitz, Frank Wunsch, Klaus Graf, Gregor Hübner und Lucas Heidepriem gearbeitet.
Im Jahr 2017 erschienen bei Unisono-Records die CDs Werke für Orchester (UNIREC7214) und Kammermusik mit Holzbläsern (UNIREC7210). Im Jahr 2018 wurde beim CD-Label QFTF die CD Lee Konitz – PRISMA – by Guenter Buhles (QFTF/040) veröffentlicht. Im Jahr 2019 erschienen auf dem Label double density (LC 32837) fünf Werke unter dem Titel Streichquartette Crossover in Aufnahmen aus den Jahren 1993, 2014, 2015, 2017 und 2019. 